# 辣妹過招
《贱女孩》（英語：Mean Girls）是一部於2004年上映的美國電影。由蒂娜·菲編劇、馬克·華特斯（Mark Waters）執導。由琳賽·蘿涵、瑞秋·麥亞當斯、提姆·麥道斯、安娜·蓋斯泰、愛咪·波勒以及蒂娜·費主演，其中包括許多來自《週末夜現場》（Saturday Night Live）節目的演員在本片中登場。
導演馬克·華特斯認為本片是《獨領風騷》（Clueless）和《希德姊妹幫》（Heathers）的結合。本片改編自蘿瑟琳·魏斯曼（Rosalind Wiseman）撰寫的非虛構小說《女王蜂與跟屁蟲》（Queen Bees and Wannabes），該書描述高中女生的社交小團體，以及對於這些女生的影響。

## 劇情
【辣妹過招】一片以諷刺幽默的手法，探討美國時下青少女不管是在學業、家庭或交友方面所面對的各種問題，故事描述一名從小在非洲長大，沒上過一天學的高中新鮮人凱蒂，回美國後第一天上中學，就遇到貌美如花、心如蛇蠍的校花瑞吉娜。
當她得知凱蒂竟然喜歡上她前男友艾倫時，她就伸出女王蜂的毒刺，一邊假裝跟凱蒂是無話不談的姐妹淘，一邊施展她無往不利的媚功，把艾倫搶回來，不讓他落入凱蒂手中。
為了報仇雪恨，凱蒂也決定以其人之道還其人之身，學瑞吉娜笑裡藏刀的賤招，把她整得慘兮兮，但是這場美少女戰爭卻失去控制，把全校的女學生都扯下水，展開一場大混戰，連老師都無法倖免於難。
而凱蒂最後也發現，非洲叢林裡野生動物的廝殺，跟高校女生之間的鬥爭比起來，簡直小巫見大巫。

## 社交小團體
以下列出校園內的社交小團體：
- 塑膠一族（The Plastics，瑞吉娜所領導，末端解散）
- 藝術怪胎（Art Freaks ）
- 肥胖女孩（Girls Who Eat Their feelings 想吃就吃女）
- 厭食女孩（Girls Who Don't Eat Anything）
- 不知所謂的人(Burn Outs 對藥物成癮，片中可看到有位女生晚上在陰暗的地方講話，背景是毒品交易)
- 菜鳥（Freshmen）
- ROTC Guys(大學儲備軍官)
- Preps(大學預備生)
- JV Jocks
- Varsity Jocks
- 啦啦隊員（Cheerleaders）（沒有在餐廳場景中出現，但有在地圖上標示出來）
- JV Cheerleaders（沒有在餐廳場景中出現，但有在地圖上標示出來）
- 很跩的黑妞（Unfriendly Black Hotties）
- 很酷的亚裔（Cool Asians）
- 亚裔書呆子（Asian Nerds）
- 數學狂（Mathletes）
- 性欲旺盛的樂團樂手（Sexually Active Band Geeks）
- 無性別樂團怪胎Asexual Band Geeks（沒有在餐廳場景中出現，但有在地圖上標示出來）
- 瘋狂跟屁蟲（Desperate Wannabes）

## 主要演員
| 演員                          | 角色                           | 備註                             |
| 琳赛·蘿涵 Lindsay Lohan       | 凱蒂·荷倫 Cady Heron           | 本作主角。                       |
| 瑞秋·麥亞當斯 Rachel McAdams  | 瑞吉娜·喬治 Regina George      | 假掰校花。原「塑膠一族」族長。   |
| 麗茲·凱普蘭 Lizzy Caplan      | 珍妮絲·依恩 Janis Ian          | 凱蒂死黨。                       |
| 萊西·察伯特 Lacey Chabert     | 葛蕾琴·溫娜絲 Gretchen Wieners | 瑞吉娜同黨。原「塑膠一族」成員。 |
| 亞曼達·塞佛瑞 Amanda Seyfried | 凱倫·史密斯 Karen Smith        | 瑞吉娜同黨。原「塑膠一族」成員。 |
| 汀娜·菲 Tina Fey              | 雪倫·諾柏里 Ms. Sharon Norbury | 老師。                           |
| 提姆·麥道斯 Tim Meadows       | 朗·杜瓦 Principal Ron Duvall   | 校長。                           |
| 強納森·班奈 Jonathan Bennett  | 亞倫·山謬斯 Aaron Samuels      | 瑞吉娜前男友。                   |
| 丹尼爾·法蘭茲 Daniel Franzese | 達米安 Damian                  | 凱蒂死黨。                       |
| 艾咪·波勒 Amy Poehler         | 喬治太太 Mrs. George           | 瑞吉娜母親。                     |
| 安娜·蓋斯泰 Ana Gasteyer      | 貝西·荷倫 Betsy Heron          | 凱蒂母親。                       |
| 尼爾·弗林 Neil Flynn          | 奇普·荷倫 Chip Heron           | 凱蒂父親。                       |

## 票房
在美國，《辣妹過招》上映後迅速在票房方面獲得成功，首週末在全美2,839家戲院上映，票房達到24,432,195美元，並成為當週賣座冠軍。由於評價不錯，《辣妹過招》的映期持續了很長一段時間，最後北美票房为8,600萬美元,全球票房$129,042,871美元。上映後第二週，本片的票房成績滑落44%，第三週繼續滑落26%。不久後《辣妹過招》獲得WGA大獎提名最佳改編劇本。

## 評價
在一篇關於本片的訪問中，編劇蒂娜·費提到：「成年觀眾會覺得很有趣。他們會邊看邊笑。年輕女孩會覺得就像在看真人實境秀。因為和真實經驗太過接近，她們可能笑不出來。」

## 外部連結
- 互联网电影数据库（IMDb）上《辣妹過招》的资料（英文）
- AllMovie上《辣妹過招》的资料（英文）
- 爛番茄上《辣妹過招》的資料（英文）
- Box Office Mojo上《辣妹過招》的資料（英文）
- Metacritic上《辣妹過招》的資料（英文）
- Yahoo奇摩電影上《辣妹過招》的資料（繁體中文）
- 開眼電影網上《辣妹過招》的資料（繁體中文）
- 时光网上《辣妹過招》的資料（简体中文）
- 豆瓣电影上《辣妹過招》的資料 （简体中文）